# Tiziana Terranova
Tiziana Terranova (Itàlia, 1967) és una sociòloga i activista italiana, que se centra en la tasca d'estudiar i explicar els efectes de la tecnologia de la informació sobre la societat a través de conceptes com el treball digital i els béns i capacitats comuns.
Terranova ha publicat el monogràfic Network Culture. Politics for the Information Age (Pluto Press, Londres, 2004), així com un gran nombre d'assaigs i discursos, i és a més ponent habitual de diverses conferències. Imparteix classes sobre polítiques i polítiques de mitjans digitals al Departament de Ciències Humanes i Socials de la Universitat de Nàpols, "L'Orientale", i és membre de la xarxa universitària gratuïta Euronomade i de la Robin Hood Minor Asset Management Cooperative.

## Teories
La part més coneguda del treball de Terranova és la seva tesi, formulada a principis dels anys 2000, que sosté que la mà d'obra lliure dels usuaris és la font del valor econòmic en l'economia digital. El treball lliure com a concepte està arrelat en les teories italianes post-obreristes i del valor laboral autònom, com la lectura de Paolo Virno de la noció de intel·lectual general de Marx, la teoria de la fàbrica social d'Antonio Negri i el concepte de treball immaterial de Maurizio Lazzarato.
La mà d'obra gratuïta és tant en el sentit que els treballadors la proporcionen voluntàriament com en el sentit que no són retribuïdes pels beneficiaris del seu ús (com les empreses de mitjans de comunicació social). Per tant, el treball gratuït només és la forma més extrema de treball social que rep molt poca o cap compensació monetària. Per exemple, Terranova descriu la universitat com una "fàbrica difusa": "un sistema obert que s'obra al camp més ampli de la força de treball socialitzada, eventual i mal remunerada". Terranova també ha defensat que les xarxes P2P no jerarquitzades, d'accés obert, gratuït i que l'associació no monetàries poden proporcionar una forma de mercats compatibles amb l'anarcocomunisme.